# ساروهان هونل
ساروهان هونل (به ترکی استانبولی: Saruhan Hünel) (۷ ژانویه ۱۹۷۰، استانبول - ) بازیگر ترکیه‌ای است.

## فیلم‌ها
- قیام عثمان - 2019
- سال‌های گمشده - ۲۰۰۶
- ملک - ۲۰۰۲
- میلی سارایلاریمیز - ۲۰۰۰
- سوات - ۱۹۹۹
- آینالی طاهر - ۱۹۹۸
- اوفوک بیر آغاچ - ۱۹۹۳
- یاساک سوکاکلار - ۱۹۹۳
- گوندوز کارانلیقی - ۱۹۹۲